# BAC 1-11
BAC 1-11 (другие обозначения BAC-111, BAC-1-11 или BAC 1-11, также используется BAC One-Eleven) — британский реактивный авиалайнер для линий малой и средней протяженности. Разработан и производился предприятием British Aircraft Corporation. Предназначался для замены самолёта Vickers Viscount на ближнемагистральных линиях.
Впервые поднялся в воздух 20 августа 1963 года. C начала эксплуатации пользовался большим спросом и хорошо покупался британскими авиакомпаниями.
Регулярная эксплуатация самолёта прекращена в 2019 году. Всего было построено 244 самолёта BAC 1-11 в нескольких модификациях.

## История[1]

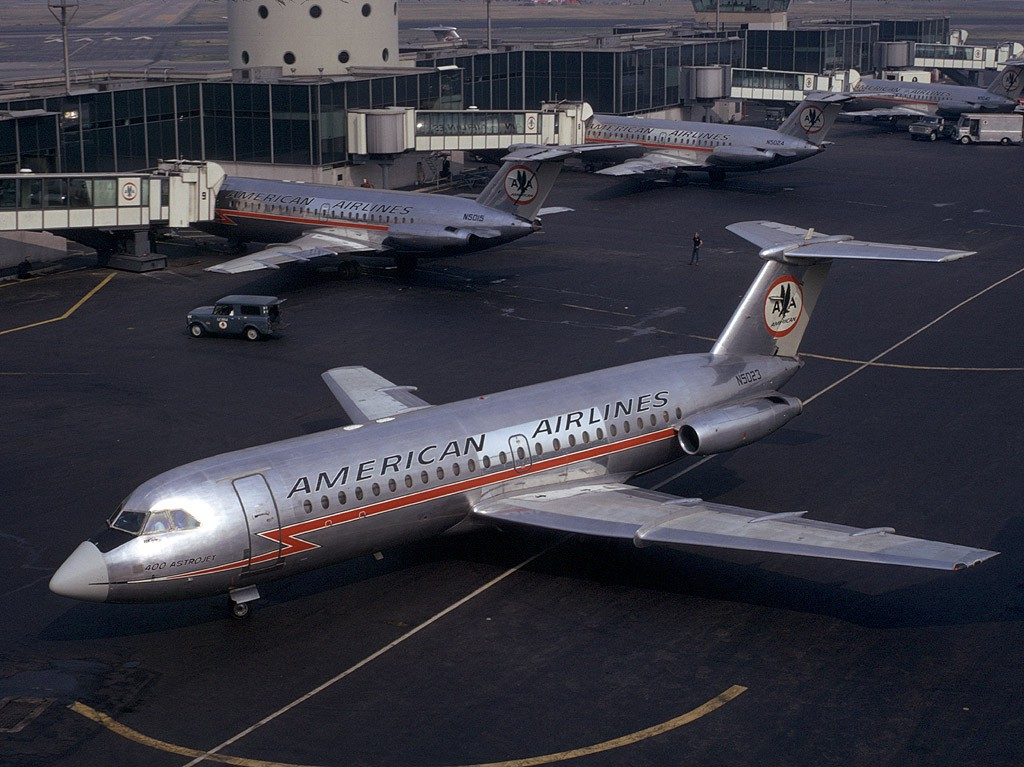
BAC 1-11 400 American Airlines

В 1956 году британская авиастроительная компания "Hunting Aircraft" разработала проект 32-местного пассажирского реактивного самолёта Hunting H107. В 1960 году "Hunting Aircraft" вошла в состав авиационной компании "British Aircraft Corporation" (BAC). У "BAC" появился коммерческий интерес в отношении 59-местного и 80-местного варианта самолёта, спроектированного компанией "Hunting Aircraft".

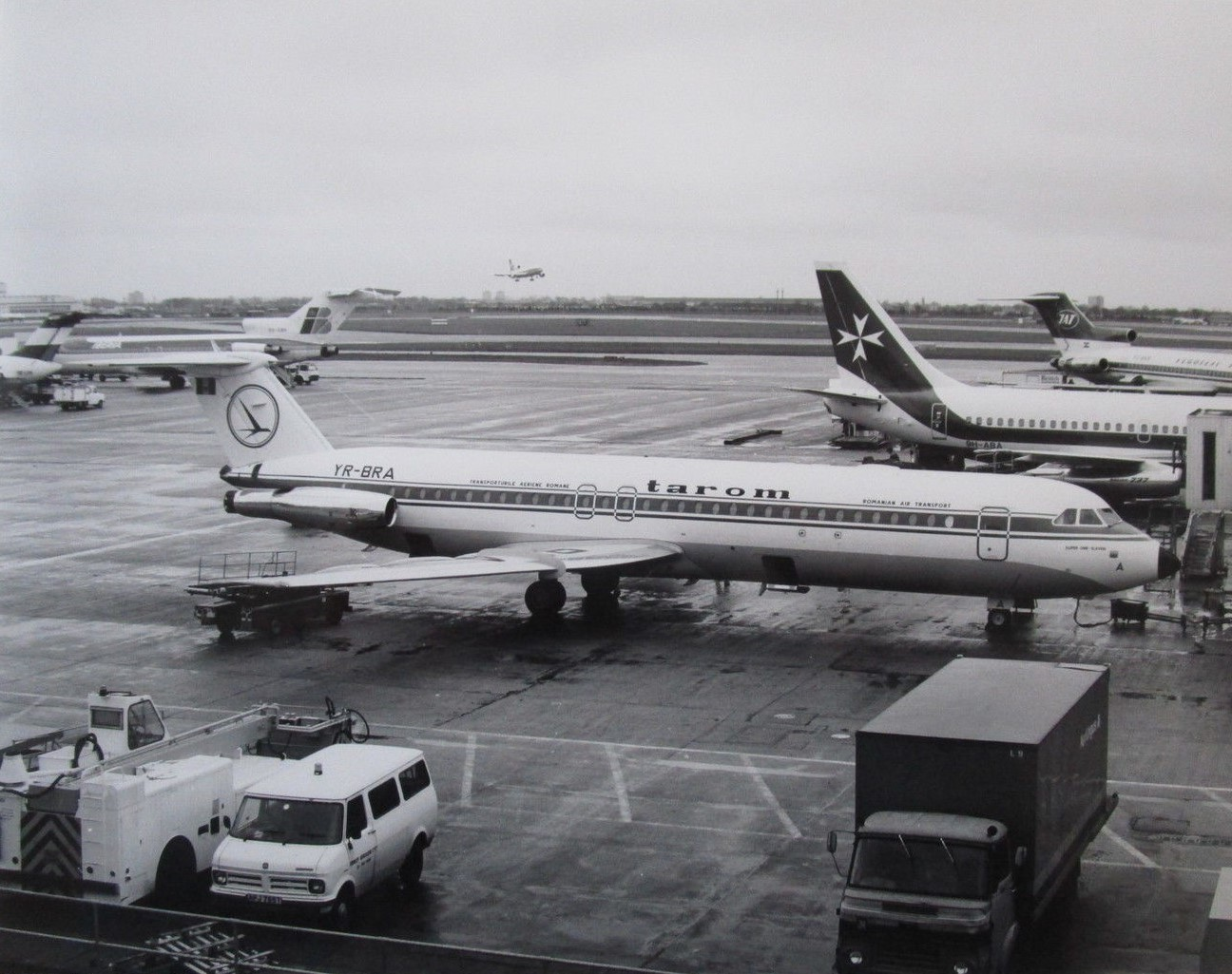
Rombac 1-11 TAROM

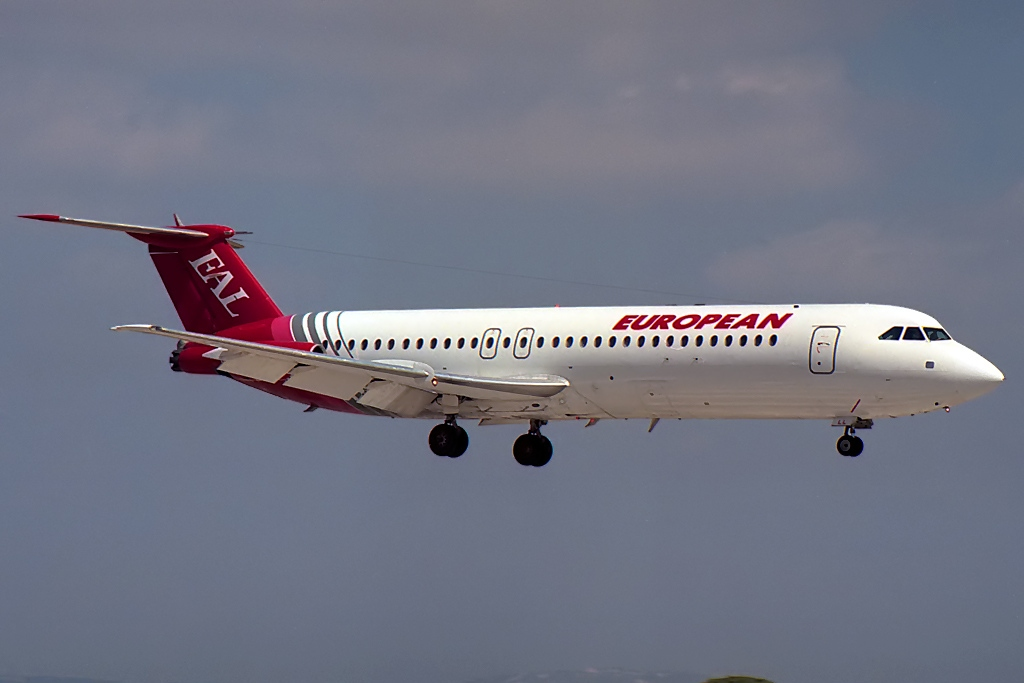
BAC 1-11-525 EAL

Вновь проектируемая базовая модель самолёта получила обозначение BAC 1-11 или же One-Eleven. Этот самолёт был рассчитан на 79 пассажиров, и при максимальной загрузке имел дальность 1140 км, крейсерская скорость 740 км/ч. 20 августа 1963 года самолёт совершил первый полет. 22 октября 1963 года, во время испытательного полета, самолёт потерпел катастрофу. Экипаж самолёта, состоящий из семи человек погиб.
Для устранения причины, вызвавшей катастрофу самолёта, была проведена доработка системы управления, хвостового оперения и крыла самолёта. Это привело к значительному расширению летных и доводочных испытаний второго прототипа. Поиск причин катастрофы и последующие за этим конструктивные решения имели важное значение не только для этого самолёта, но и для всей мировой авиации.
Первый, разбившийся прототип, был оборудован двигателями Rolls-Royce Spey Mk 506 тягой 4722 кгс. Интерес к самолёту возрастал и Британская авиастроительная корпорация (ВАС) спроектировала две дополнительные версии самолёта One-Eleven Series 300 и Series 400 с увеличенной полезной нагрузкой и дальностью, с двигателями Rolls-Royce Spey Mk 511 тягой 5171кгс. Series 400 предназначалась для экспорта в США.
Первый коммерческий рейс самолёт BAC 1-11 200s, принадлежащий авиакомпании "British United Airways", совершил 9 апреля 1965 года по маршруту "Гэтвик - Генуя". 16 апреля 1965 года самолёту был выдан американский сертификат летной годности. С 1982 года самолёт изготавливался по лицензии в Румынии. Всего было построено 244 самолёта ВАС 1-11. В Европе и США самолёт был снят с эксплуатации в 1998 году в связи с ужесточением норм ИКАО по уровню шума.

## Аэродинамическая схема
ВАС 1-11 - среднемагистральный реактивный пассажирский самолёт с низкорасположенным стреловидным крылом и Т-образным оперением.
Фюзеляж - герметичный, круглого поперечного сечения. В пассажирском салоне кресла располагались по два кресла в ряд с центральным проходом. Кроме пассажирской двери в хвостовой части фюзеляжа был оборудован хвостовой трап, по которому пассажиры могли подниматься сразу в задний салон.
Крыло - стреловидное, трехлонжеронное. Конструктивно состоит из центроплана и двух отъёмных консолей. Механизация крыла -  закрылки Фаулера, которые образуют заднюю кромку самолёта и отклоняются вниз с поворотом, аэродинамические тормоза -  интерцепторы.
Хвостовое оперение Т-образное. Стабилизатор переставной в полете.
Шасси - трехопорное , убирающееся. На каждой стойке установлено по два колеса. Амортизация гидравлическая. Колеса снабжены дисковыми тормозами.
Силовая установка  - два турбовентиляторных  двигателя ТРДД Rolls Royce Spey RB.168 Mk.512DW с низкой степенью двухконтурности, мощностью 5700 кгс каждый. Двигатели расположены в хвостовой части фюзеляжа консольно в мотогондолах. В 1980-х годах в связи с ужесточением норм ИКАО по шуму были предприняты шаги по установке шумопоглощающих устройств в гондолах ТРДД, но этот проект не был до конца реализован.

## Модификации
- BAC 1-11 200 — начальная серийная производственная версия, было выпущено 56 самолётов;
- BAC 1-11 300 — оснащён форсированными двигателями, увеличенным топливным баком. Увеличена полезная нагрузка и дальность. Построено 9 экземпляров.
- BAC 1-11 400 — самолёт для американского рынка. Оснащён американскими приборами и оборудованием. Построено 69 экземпляров;
- BAC 1-11 475 — Предназначен для эксплуатации в условиях высокогорья. Усовершенствованное шасси позволяет совершать взлет и посадку с неподготовленных аэродромов. Построено 9 экземпляров;
- BAC 1-11 485GD — Построено 3 экземпляра специально для Омана;
- BAC 1-11 500 — удлиненный фюзеляж вмещает 119 пассажиров. Новое крыло с большим размахом, усиленное шасси. Более мощные двигатели Rolls-Royce Spey Mk 512-14DW, с тягой 5690 кгс . Дальность 2740 км. Построено 86 экземпляров;
- BAC 1-11 510ED  — построен для BEA и British Airways. Модифицированная кабина пилотов.
- Rombac 1-11-560 — версия для Румынии. Построено 9 самолётов.
- BAC 1-11 670 :Series 475 — улучшенная аэродинамика, уменьшенный шум.

## Авиакомпании-операторы
Гражданские операторы:
 Ирландия
- Aer Lingus
- Ryanair

 США
- Aeroamerica
- Britt Airways
- Cascade Airways
- Florida Express
- Pacific Express
- USAir
- Air Illinois
- Air Wisconsin
- Allegheny Airlines
- Aloha Airlines
- American Airlines
- Atlantic Gulf Airlines
- Braniff International Airways
- Wright Airlines
- Mohawk Airlines
- Northrop Grumman Corporation

 Малави
- Air Malawi

 Великобритания
- Air Manchester
- Air UK
- Airways International Cymru
- Anglo Cargo Airlines
- Autair International
- British Air Ferries
- British Airways
- British Caledonian Airways
- British Eagle
- British European Airways
- British Island Airways
- British Midland Airways
- British United Airways
- Caledonian Airways
- Cambrian Airways
- Channel Airways
- Court Line
- Dan-Air
- Laker Airways
- London European Airways
- Monarch Airlines
- Orientair

 Фиджи
- Air Pacific

 Таиланд
- Air Siam

 Израиль
- Arkia

 Аргентина
- Austral Líneas Aéreas

 Гватемала
- Aviateca

 Германия
- Bavaria Fluggesellschaft
- Germanair
- Hapag-Lloyd
- Paninternational

 Багамы
- Bahamasair

 Каймановы острова
- Cayman Airways

 Южная Родезия
- Central African Airways

 Мексика
- Aerotaxi Monse
- SARO Servicio Aereo Rutas Oriente
- Правительство Мексики

 Республика Кипр
- Cyprus Airways

 Перу
- Faucett

 Бахрейн
- Gulf Aviation
- Gulf Air

 Нигерия
- Hold Trade Air
- Kabo Air
- Okada Air
- ADC Airlines

 Коста-Рика
- LACSA

 Чили
- LADECO

 Никарагуа
- LANICA

 Австрия
- Lauda Air

 Антигуа и Барбуда
- LIAT

 Канада
- Nordair
- Quebecair

 Филиппины
- Philippine Airlines
- Правительство Филиппин

 Румыния
- Romavia
- TAROM
- Правительство Румынии

 Бразилия
- Sadia
- Transbrasil
- VASP

 Сальвадор
- TACA Airlines

 Испания
- TAE

 Замбия
- Zambia Airways

 ЮАР
- Nationwide Airlines

 Пакистан
- Aero Asia International

 Югославия
- Adria Airways

 ОАЭ
- Правительство ОАЭ

Военные операторы:
- Королевские военно-воздушные силы Австралии
- Военно-воздушные силы Бразилии
- Королевские военно-воздушные силы Омана
- Военно-воздушные силы Филиппин
- Королевские военно-воздушные силы Великобритании

## Лётно-технические характеристики
Технические характеристики
- Экипаж: 2 человека
- Пассажировместимость: 89 человек
- Грузоподъёмность: 9 647 кг
- Длина: 28,5 м
- Размах крыла: 26,9 м
- Высота: 7,47 м
- Площадь крыла: 95,78 м²
- Масса пустого: 23 464 кг
- Нормальная взлётная масса: 41 731 кг
- Максимальная взлётная масса: 44 678 кг
- Объём топливных баков: 14 024 л
- Силовая установка: 2 × ТРДД Rolls-Royce Spey RB.168 Mk.512DW
- Тяга: 2 × 55,82 кН

Лётные характеристики
- Максимальная скорость: 871 км/ч
- Крейсерская скорость: 742 км/ч
- Практическая дальность: 3 678 км
- Практический потолок: 10 670 м

## Аварии и катастрофы
По данным сайта Aviation Safety Network, по состоянию на 10 января 2020 года в общей сложности в результате катастроф и серьёзных аварий был потерян 31 самолёт BAC 1-11. BAC 1-11 пытались угнать 14 раз, при этом погибли 14 человек. Всего в этих происшествиях погибли 327 человек.
| Дата       | Бортовой номер | Место происшествия     | Жертвы   | Краткое описание                                                                                         |
| ---------- | -------------- | ---------------------- | -------- | --- |
| 22.10.1963 | G-ASHG         | Чиклад                 | 7/7      | Тестовый полёт. Во время полёта перешёл в глубокое сваливание.                                           |
| 18.03.1964 | G-ASJB         | Окхэм                  | 0/5      | Тестовый полёт. При посадке отскочил и повредил стойки шасси.                                            |
| 20.08.1964 | G-ASJD         | Тилшед                 | 0/4      | Тестовый полёт. Вынужденная посадка из-за дезориентации пилота.                                          |
| 06.08.1966 | N1553          | Фолс-Сити              | 42/42    | Разрушился в воздухе после попадания в турбулентность при обходе грозового фронта.                       |
| 23.06.1967 | N1116J         | Блоссберг              | 34/34    | Потеря управления из-за пожара на борту.                                                                 |
| 14.01.1969 | G-ASJJ         | Милан                  | 0/33     | Вынужденная посадка из-за помпажа 1 двигателя.                                                           |
| 12.09.1969 | PI-C1131       | Манила                 | 45/47    | При заходе на посадку в сложных погодных условиях врезался в дерево.                                     |
| 04.11.1969 | н. д.          | Большой Кайман         | 0/н. д.  | Попытка угона на Кубу.                                                                                   |
| 08.11.1969 | LV-IZR         | Пасо-Карраско          | 0/62     | Был угнан в Уругвай.                                                                                     |
| 14.09.1970 | YR-BCB         | Мюнхен                 | 0/89     | Был угнан в Германию.                                                                                    |
| 07.12.1970 | YR-BCA         | Констанца              | 19/27    | Разбился в условиях тумана.                                                                              |
| 30.03.1971 | н. д.          | Гуанчжоу               | 0/50     | Был угнан в Китай.                                                                                       |
| 06.09.1971 | D-ALAR         | Гамбург                | 22/121   | Разбился при попытке сесть на автобан после отказа обоих двигателей.                                     |
| 12.12.1971 | AN-BBI         | Сан-Хосе               | 1/н. д.  | Попытка угона на Кубу.                                                                                   |
| 19.07.1972 | G-AWYS         | Керкира                | 1/85     | Прерванный взлёт, выкатился за ВПП.                                                                      |
| 15.08.1972 | LV-JNS         | Сантьяго               | 0/103    | Был угнан в Чили.                                                                                        |
| 14.12.1972 | н. д.          | Монреаль               | 0/52     | Попытка угона в Ванкувер.                                                                                |
| 11.10.1973 | н. д.          | Гонконг                | 0/58     | Был угнан в Гонконг.                                                                                     |
| 04.12.1973 | LV-JNR         | Баия-Бланка            | 0/74     | Прерванный взлёт из-за ошибки экипажа.                                                                   |
| 01.02.1974 | PP-SDQ         | Сан-Паулу              | 0/96     | Выкатился за ВПП из-за мокрого покрытия.                                                                 |
| 18.04.1974 | G-AXMJ         | Лутон                  | 1+0/91   | После приземления столкнулся с Piper PA-23.                                                              |
| 07.01.1975 | н. д.          | Лондон                 | 0/51     | Попытка угона во Францию.                                                                                |
| 09.02.1975 | N711ST         | Саут-Лейк-Тахо         | 0/44     | Во время взлёта столкнулся с сугробом.                                                                   |
| 03.06.1975 | RP-C1184       | Манила                 | 1/64     | Взрыв бомбы на борту.                                                                                    |
| 07.10.1975 | н. д.          | Манила                 | 0/н. д.  | Попытка угона в Ливию.                                                                                   |
| 07.04.1976 | н. д.          | Бангкок                | 0/н. д.  | Угон в Ливию, в Таиланде авиакомпания предоставила Douglas DC-8.                                         |
| 23.05.1976 | RP-C1161       | Замбоанга              | 13/87    | Попытка угона в Ливию. Во время штурма погибли 10 пассажиров и 3 угонщика, ещё 3 угонщиков были пойманы. |
| 04.01.1977 | PP-SDS         | Сан-Паулу              | 0/42     | При посадке отскочил и повредил стойки шасси.                                                            |
| 21.11.1977 | LV-JGY         | Сан-Карлос-де-Баричоле | 46/79    | Жёсткая посадка из-за ошибок экипажа.                                                                    |
| 27.01.1978 | LV-JGX         | Буэнос-Айрес           | 0/н. д.  | Сгорел на стоянке.                                                                                       |
| 09.07.1978 | N1550          | Рочестер               | 0/77     | Выкатывание за пределы ВПП из-за ошибок экипажа.                                                         |
| 17.08.1978 | RP-C1184       | Коркуера               | 1/84     | Взрыв бомбы на борту.                                                                                    |
| 07.05.1981 | LV-LOX         | Буэнос-Айрес           | 31/31    | Разбился при посадке из-за ошибок экипажа.                                                               |
| 05.10.1981 | н. д.          | Чиктовага              | 0/н. д.  | Попытка угона в Советский Союз.                                                                          |
| 21.05.1982 | н. д.          | Лапу-Лапу              | 0/66     | Угон и попытка взорвать самолёт.                                                                         |
| 04.08.1984 | RP-C1182       | Таклобан               | 0/75     | Выкатился за ВПП и упал в море.                                                                          |
| 21.07.1989 | RP-C1193       | Манила                 | 8+0/98   | В условиях плохой видимости выкатился за ВПП и столкнулся с автомобилями.                                |
| 07.09.1989 | 5N-AOT         | Порт-Харкорт           | 0/92     | Жёсткая посадка в условиях плохой видимости.                                                             |
| 10.06.1990 | G-BJRT         | Дидкот Саутгемптон     | 0/87     | Отрыв лобового стекла, командира экипажа наполовину выбросило наружу.                                    |
| 26.06.1991 | 5N-AOW         | Сокото                 | 4/53     | Жёсткая посадка в условиях плохой видимости.                                                             |
| 14.09.1991 | 5N-KBG         | Порт-Харкорт           | 0/н. д.  | Жёсткая посадка из-за ошибок экипажа.                                                                    |
| 23.08.1992 | 5N-KBA         | Сокото                 | 0/57     | Уход на второй круг был прерван и самолёт выкатился за ВПП.                                              |
| 29.08.1992 | 5N-HTA         | Кадуна                 | 0/72     | Приземлился правее ВПП в условиях сильного дождя.                                                        |
| 18.09.1994 | 5N-IMO         | Таманрассет            | 5/39     | После посадки столкнулся с фонарным столбом.                                                             |
| 30.12.1995 | YR-BCO         | Стамбул                | 0/81     | При посадке отскочил, выкатился за ВПП и повредил стойки шасси.                                          |
| 07.06.1997 | YR-BCM         | Стокгольм              | 0/26     | Выкатился за ВПП.                                                                                        |
| 26.07.1997 | 5N-BAA         | Калабар                | 1/55     | Выкатился за ВПП и загорелся.                                                                            |
| 28.08.2001 | 5N-BAA         | Либревиль              | 0/н. д.  | Выкатился за ВПП.                                                                                        |
| 27.03.2002 | 5N-MBM         | Абуджа                 | 0/0      | Были уничтожены во время шторма.                                                                         |
| 27.03.2002 | 5N-BDU         | Абуджа                 | 0/0      | Были уничтожены во время шторма.                                                                         |
| 04.05.2002 | 5N-ESF         | Кано                   | 78+71/77 | Вскоре после взлёта из-за ошибок экипажа упал на густонаселённый район.                                  |